# Беринген, Гленн
Гленн Стюарт Беринген (англ. Glenn Stuart Beringen; род. 16 сентября 1964, Аделаида) — австралийский пловец, специалист по плаванию брассом. Выступал за сборную Австралии в первой половине 1980-х годов, серебряный призёр летних Олимпийских игр в Лос-Анджелесе, обладатель серебряной медали Игр Содружества. Также известен как тренер по плаванию.

## Биография
Гленн Беринген родился 16 сентября 1964 года в городе Аделаида, Южная Австралия.
Первого серьёзного успеха на взрослом международном уровне добился в сезоне 1982 года, когда вошёл в основной состав австралийской национальной сборной и выступил на домашних Играх Содружества в Брисбене, где стал серебряным призёром в плавании брассом на 200 метров — уступил здесь только канадскому пловцу Виктору Дэвису.
Благодаря череде удачных выступлений удостоился права защищать честь страны на летних Олимпийских играх 1984 года в Лос-Анджелесе. В плавании брассом на 200 метров завоевал серебряную олимпийскую медаль, вновь уступив канадцу Дэвису. Также стартовал в комплексном плавании на 200 метров, но не смог пройти дальше предварительного квалификационного заплыва.
После лос-анджелесской Олимпиады Беринген ещё в течение некоторого времени оставался в плавательной команде Австралии и продолжал принимать участие в крупнейших международных соревнованиях. Так, в 1985 году он побывал на пантихоокеанском чемпионате по плаванию в Токио, откуда привёз награду серебряного достоинства, выигранную в плавании брассом на 200 метров — на сей раз пропустил вперёд американца Джона Моффета.
Завершив спортивную карьеру, занялся тренерской деятельностью. В 1991—2002 годах работал в Южноавстралийском спортивном институте, затем вплоть до 2004 года являлся сотрудником Австралийского института спорта. Подготовил ряд титулованных гребцов мирового уровня, в том числе его ученицами были олимпийские чемпионки Петрия Томас и Сара Райан. Помимо этого, работал тренером и спортивным функционером в федерации плавания Южной Австралии. Впоследствии переехал на постоянное жительство в Таунсвилл, где тренировал местную плавательную команду Kokoda Spirit. Возглавлял юниорскую сборную Австралии по плаванию, участвовал в подготовке австралийской сборной к Играм Содружества 2018 года в Голд-Косте.